# Tipula quadriatrata
Tipula quadriatrata är en tvåvingeart som beskrevs av Alexander 1956. Tipula quadriatrata ingår i släktet Tipula och familjen storharkrankar. Inga underarter finns listade i Catalogue of Life.